# Сарвинский сельсовет
Сарвинский сельсовет — муниципальное образование в Нуримановском районе Башкортостана.
Административный центр — деревня Сарва.

## История
Согласно «Закону о границах, статусе и административных центрах муниципальных образований в Республике Башкортостан» имеет статус сельского поселения.

## Население
| 2002 | 2009 | 2010 | 2012 | 2013 | 2014 | 2015 |
| ---- | ---- | ---- | ---- | ---- | ---- | ---- |
| 360  | ↘280 | ↘271 | ↘267 | →267 | ↘266 | ↘264 |
| 2016 | 2017 | 2018 |      |      |      |      |
| ↘256 | ↘249 | ↘239 |      |      |      |      |

## Состав сельского поселения
| № | Населённый пункт | Тип населённого пункта          | Население |
| - | ---------------- | ------------------------------- | --------- |
| 1 | Сарва            | деревня, административный центр | ↘249      |

## Достопримечательности
- Озеро Сарва — озеро карстового происхождения, глубиной до 38 метров, вода имеет голубоватый оттенок, меняющийся в зависимости от погоды[15][16].